# معاملة في الثانية
بمعنى عام للغاية، يشير مصطلح معاملة في الثانية (TPS)  إلى عدد الإجراءات الذرية التي يقوم بها كيان معين في الثانية. في طريقة عرض أكثر تحديدًا، يتم استخدام المصطلح عادةً من قبل مقدمي أنظمة إدارة قواعد البيانات DBMS ومجتمع مستخدمي هذه الأنظمة للإشارة إلى عدد معاملات قاعدة البيانات التي يتم إجراؤها في الثانية. يمكن استخدام المعاملات في الدقيقة عندما تكون المعاملات أكثر تعقيدًا.
في الآونة الأخيرة، تم استخدام المصطلح أيضًا لوصف معدل المعاملات للعملات المشفرة، مثل الشبكة الموزعة التي تشغل بلوكتشين بيتكوين. يعد تطوير معدلات المعاملات القابلة للتوسع إلى حجم الطلب الآتي من العالم الحقيقي مجالًا مهمًا للبحث في تكنولوجيا العملات المشفرة.